# Povestiri extraordinare
Povestiri extraordinare (în italiană Tre passi nel delirio, în franceză Histoires extraordinaires) este un film antologie care cuprinde trei segmente. Titlul francez Histoires extraordinaires  este din prima colecție de nuvele ale lui Edgar Allan Poe tradusă de poetul francez Charles Baudelaire; titlul englezesc al filmului Spirits of the Dead este dintr-o poezie din 1827 de Poe. 
American International Pictures a distribuit acest film de antologie horror în care sunt prezentate trei povestiri ale lui Poe regizate de regizorii europeni Roger Vadim, Louis Malle și Federico Fellini. Jane Fonda, Alain Delon, Peter Fonda, Brigitte Bardot și Terence Stamp sunt printre vedetele acestui film. Versiunea în limba engleză este narată de Vincent Price. Filmul, o coproducție francezo-italiană, a avut premiera în 1968.

## Rezumat

### Segmentul „Metzengerstein”
La 22 de ani, contesa Frederique (Jane Fonda) moștenește moșia Metzengerstein și trăiește o viață plină de promiscuitate și desfrânare. În timp ce se află în pădure, piciorul său este prins într-o capcană de vulpi și este eliberată de vărul și vecinul său, baronul Wilhelm (Peter Fonda), pe care nu l-a cunoscut niciodată din cauza unei răzbunări a familiei sale de multă vreme. Se îndrăgostește de Wilhelm, dar el o respinge pentru viața ei păcătoasă. Respingerea lui o înfurie pe Frederique și ea îi dă foc la grajduri. Wilhelm este ucis încercând să-și salveze caii săi de rasă premiați. 
Un cal negru scapă cumva și se duce spre castelul Metzengerstein. Calul este foarte sălbatic și doar Frederique îl poate îmblânzi. Ea observă, la un moment dat, că o tapiserie deteriorată înfățișează un cal asemănător cu cel negru. Devenită obsedată de ea și dă poruncă să fie reparată. În timpul unei furtuni, Frederique intră cu calul speriat într-un incendiu provocat de un fulger care a izbucnit pentru a se sinucide. 

### Segmentul „William Wilson”
La începutul secolului al XIX-lea, când Italia de Nord se afla sub stăpânire austriacă, un ofițer de armată numit William Wilson (Alain Delon) se grăbește să mărturisească unui preot (într-o biserică din „Città alta” din Bergamo) că a comis o crimă. Wilson descrie apoi viața sa în care s-a purtat crud cu alții. 
După ce a jucat cărți toată noaptea împotriva curtezanei Giuseppina (Brigitte Bardot), doppelgängerul său, numit tot  William Wilson, apare și îi convinge pe ceilalți că Wilson a înșelat. Furios, protagonistul Wilson îl atacă și îl înjunghie mortal pe celălalt cu un pumnal.  
După ce și-a mărturisit păcatele, Wilson se sinucide după ce se aruncă din turnul „Palazzo della Ragione”, dar când este văzut cadavrul său este înjunghiat de același pumnal. 

### Segmentul „Toby Dammit”
Fostul actor shakespearian Toby Dammit (Terence Stamp) își distruge cariera de actor datorită alcoolismul. El este de acord să joace într-un film, care va fi turnat la Roma, pentru care i se va oferi un Ferrari nou, ca stimulent bonus.  
Dammit începe să aibă viziuni  ale unei fete macabre cu o minge albă. În timp ce se află la o ceremonie de premiere a filmului italian, se îmbată și pare să-și piardă treptat mințile. O femeie foarte frumoasă (Antonia Pietrosi) îl mângâie, spunând că ea îi va fi întotdeauna alături de el dacă o alege. Dammit este obligat să țină un discurs, apoi pleacă cu Ferrari-ul său promis.  
El merge cu mare viteză în jurul orașului, unde vede ceea ce par a fi oameni falși pe străzi. Rătăcit în afara Romei, Dammit ajunge în cele din urmă într-o zonă de lucru și se oprește în fața unui pod prăbușit.  
Peste râpă, el vede fata macabră cu o minge (pe care a identificat-o mai devreme, într-un interviu TV, ca ideea lui despre Diavol). Se urcă în mașină și gonește spre ea cu viteză. Ferrari-ul dispare,  apoi apare o vedere a drumului cu o sârmă groasă de-a lungul drumului, de pe care picură sânge, sugerând că Dammit a fost decapitat. Fata din viziunea lui ridică capul său retezat și răsare soarele.  
Acest segment conține muzică de Nino Rota și melodia „Ruby” de Ray Charles și are o durată de 37 de minute.

## Distribuție
| Distribuția segmentului Metzengerstein - Jane Fonda - Contesa Frederique de Metzengerstein - Peter Fonda - Baronul Wilhelm Berlifitzing - Marlene Alexandre - Georges Douking - tapițerul - Philippe Lemaire - Philippe - Carla Marlier - Claude - Serge Marquand - Hugues - Anny Duperey - O curtezană | Distribuția segmentului William Wilson - Alain Delon - William Wilson - Brigitte Bardot - Giuseppina - Katia Christine - tânăra fată de pe masa de disecție - Umberto D'Orsi - Hans - Renzo Palmer - preot - Marco Stefanelli - Wilson - un copil - Daniele Vargas - profesor universitar | Distribuția segmentului Toby Dammit - Terence Stamp - Toby Dammit - Salvo Randone - preot - Annie Tonietti - comentatorul TV - Marina Yaru - Diavolul - Fabrizo Angeli - unul dintre frații Manetti - Ernesto Colli - unul dintre frații Manetti - Ettore Arena - Rabinul de la aeroport - Patrizia Giammei - Modelul |

## Producție

### Dezvoltare
Filmele de antologie au fost populare în Europa în anii 1960, astfel încât producătorii Alberto Grimaldi și Raymond Eger au dezvoltat ideea unei antologii cinematografice bazată pe opera lui Edgar Allan Poe.
Printre primii regizori repartizați acestui film s-au numărat Luchino Visconti, Claude Chabrol, Joseph Losey și Orson Welles. Orson Welles trebuia să regizeze un segment bazat atât pe „Masca morții roșii”, cât și pe „Balerca de Amontillado”. Dar Welles s-a retras în septembrie 1967 și a fost înlocuit de Fellini. Scenariul scris în engleză de Welles și Oja Kodar se află în colecția Filmmuseum München. Regizorii au fost în cele din urmă Federico Fellini, Roger Vadim și Louis Malle.

### Producție
Segmentul lui Roger Vadim, „Metzengerstein”, a fost filmat imediat după ce Vadim a terminat filmările la filmul său anterior Barbarella, în care a jucat și Jane Fonda. Scenaristul și romancierul Terry Southern, care a lucrat  anterior la scenariul pentru Barbarella, a călătorit la Roma împreună cu Vadim și, potrivit biografului lui Southern, Lee Hill, în timpul realizării acestui segment, Peter Fonda i-a dezvăluit lui Southern ideea sa de a face un „Western modern”. Southern a fost entuziasmat de idee și a acceptat să lucreze la proiect, care a devenit în cele din urmă renumitul film independent Easy Rider. Segmentul a fost filmat în Roscoff, un oraș mic din Bretania.
Louis Malle a acceptat să regizeze segmentul „William Wilson” pentru a strânge bani pentru următorul său film Suflu la inimă (Le souffle au coeur) din 1971.  Malle a declarat că nu a considerat colaborarea sa la Histoires Extraordinaires ca fiind una foarte personală și că a fost de acord să facă unele compromisuri cu producătorul, Raymond Eger, pentru a face filmul mai atractiv pentru publicul larg. Conceptul original al lui Malle a fost mai aproape de povestirea lui Poe decât rezultatul final. Cele mai importante schimbări au fost: distribuirea lui Brigitte Bardot în rolul Giuseppinei cu scopul de a da o nuanță mai erotică filmului, includerea scenei disecției și o utilizare oarecum explicită a violenței în unele scene. Lui Malle nu i-a plăcut să lucreze cu Delon. El a vrut-o pe Florinda Bolkan în rolul Giuseppinei, dar producătorii au insistat pe cineva mai cunoscut, cum ar fi Bardot. Bardot a fost de acord să apară în acest film.
Federico Fellini a regizat segmentul „Toby Dammit” pe care l-a scris împreună cu Bernardino Zapponi. Zapponi a avut o atracție pentru literatura gotică, care poate fi văzută în colecția sa de povestiri Gobal (1967), unde a încercat să redea genul într-un cadru contemporan. Povestirile lui Zapponi au atras atenția lui Fellini. Fellini a fost interesat în special de „C'è una voce nella mia vita” („Există o voce în viața mea”), care a fost prima sa alegere în adaptarea pentru acest film. Producătorii au fost reticenți în a pune numele lui Zapponi în genericul filmului, așa că Fellini s-a răzgândit și a revenit la Poe pentru inspirație. Fellini a avut în vedere povestirile  „O profeție” („The Scythe of Time”) și „Îngropat de viu” („The Enterature premature)”, dar în cele din urmă a ales „Never Bet the Devil Your Head”. Zapponi și Fellini au folosit doar sfârșitul povestirii în adaptarea materialului. Filmul are asemănări tematice cu trei filme anterioare ale lui Fellini. Protagonistul care se dezintegrează și celebritatea infernală pe care o trăiește amintește atât de La dolce vita, cât și de 8½, în timp ce împletirea viselor și halucinațiilor și folosirea regiei de artă extrem de artificială pentru a reflecta stările interioare seamănă cu tehnici similare folosite în filmele 8½ și Giulietta și spiritele. Fellini a respins versiunea diavolului lui Poe, un domn bătrân șchiop, cu părul despărțit în față, și a folosit imaginea unei fete care a fost jucată de o rusoaică de 22 de ani (Marina Yaru) pentru a-l interpreta pe diavol ca o fată tânără. Dând o „înclinație pedofilă” personajului Toby, Fellini a explicat că „un bărbat cu o pelerină neagră și barbă nu ar reprezenta diavolul unui actor drogat, ipohondru. Diavolul său trebuie să reprezinte propria sa imaturitate, așadar, [trebuie să arate ca] un copil."

## Lansare
Filmul a avut premiera la Paris, în iunie 1968 și în Italia la 12 septembrie 1968. În Italia filmul a fost distribuit de PEA. Acesta a avut încasări totale de 512 milioane de lire italiene în Italia.

## Recepție critică
Filmul a primit o primire critică mixtă, segmentul lui Fellini fiind considerat de obicei ca fiind cel mai bun dintre cele trei. Comentând varianta dublată în engleză, Vincent Canby de la The New York Times a scris că „Toby Dammit, primul produs regizat de Fellini după Giulietta și spiritele din 1965, este minunat: un scurtmetraj, dar un unul major. Vadim este la fel de supra-decorat și zguduitor, dar totuși destul de distractiv, iar Malle, care s-a bazat pe una dintre cele mai bune povești ale lui Poe, este pur și simplu obositor."